# Норваш-Шигалинское сельское поселение
Норваш-Шигалинское се́льское поселе́ние — муниципальное образование в Батыревском районе Чувашской Республики Российской Федерации.
Административный центр — село Норваш-Шигали.

## История
Статус и границы сельского поселения установлены Законом Чувашской Республики от 24 ноября 2004 года № 37 «Об установлении границ муниципальных образований Чувашской Республики и наделении их статусом городского, сельского поселения, муниципального района и городского округа».

## Население
| 2010  | 2012  | 2013  | 2014  | 2015  | 2016  | 2017  |
| ----- | ----- | ----- | ----- | ----- | ----- | ----- |
| 1732  | ↘1690 | ↘1677 | ↘1657 | ↘1642 | ↘1596 | ↘1556 |
| 2018  | 2019  | 2020  | 2021  |       |       |       |
| ↘1521 | ↘1480 | ↘1445 | ↘1444 |       |       |       |

## Состав сельского поселения
| № | Населённый пункт | Тип населённого пункта       | Население |
| - | ---------------- | ---------------------------- | --------- |
| 1 | Норваш-Шигали    | село, административный центр | ↗1224     |
| 2 | Подлесные Шигали | деревня                      | ↗746      |
| 3 | Ясная Поляна     | посёлок                      | ↗41       |